# 法務省大臣官房
法務省大臣官房 (ほうむしょうだいじんかんぼう) は、法務省の内部部局として設置される大臣官房の一つ。

## 所掌事務
- 法務大臣等の秘書関係、各部局の所管行政の総合調整、国会関係、広報等の事務。

- 職員の定員、任免等の人事事務、司法試験委員会の庶務及び試験等の実施事務。

- 法務省全体の予算の作成、執行、決算、会計の監査等に関する事務及び本省の収入、支出等に関する事務。

- 国際関係事務についての基本的な政策の立案、総合調整、国際会議の開催、外国政府職員による表敬対応等の事務。

- 法務省が所管する国有財産の管理並びに施設の新築、修繕工事等の企画、設計及び実施に関する事務。

- 共済組合に関する事務、職員の福利厚生及び能率の推進、年金、災害補償に関する事務。

- 司法制度に関する法令の立案、外国法事務弁護士に関する事務、弁護士資格認定に関する事務、債権管理回収業の監督、総合法律支援に関する事務及び民間紛争解決手続の業務の認証に関する事務並びに内外の司法制度に関する調査研究を始めとした法務に関する各種資料、法令判例の収集、整備のほか、法務大臣の諮問に応じて民事、刑事その他法務に関する基本法の調査審議を行う法制審議会の運営に関する事務。法務省所管の各種統計資料の刊行に関する事務。国立国会図書館支部法務図書館及び法務史料展示室の管理業務を行う。

## 組織
- 官房長
- 政策立案総括審議官
- 公文書監理官
- サイバーセキュリティ・情報化審議官
- 審議官（6。国際・人権担当、民事局担当、刑事局担当、矯正局担当、訟務局担当（2））
- 参事官 (7)
- 秘書課
機密、各部局の所管行政の総合調整、法令審査、国会関係、広報など。
  - 企画再犯防止推進室
  - 広報室
  - 政策立案・情報管理室
- 人事課
職員の定員、任命、給与、司法試験委員会の庶務など。
- 会計課
法務省予算の作成、管理、執行、決算の総括など。
  - 監査室
  - 庁舎管理室
- 国際課
- 施設課
  - 技術企画室
- 厚生管理官

### 司法法制部
- 参事官
- 司法法制課
- 審査監督課

## 歴代幹部

### 官房長
| 氏名     | 任命日         | 退官時官職                                   |
| -------- | -------------- | -------------------------------------------- |
| 大林宏   | 2002年1月18日  | 検事総長                                     |
| 小津博司 | 2004年6月25日  | 検事総長                                     |
| 池上政幸 | 2006年6月30日  | 大阪高等検察庁検事長（辞職後最高裁判所判事） |
| 稲田伸夫 | 2008年10月17日 | 検事総長                                     |
| 黒川弘務 | 2011年8月26日  | 東京高等検察庁検事長                         |
| 辻裕教   | 2016年9月5日   | 仙台高等検察庁検事長                         |
| 小山太士 | 2018年1月9日   | 大阪高等検察庁検事長                         |
| 川原隆司 | 2019年1月18日  | 東京高等検察庁検事長（現職）                 |
| 伊藤栄二 | 2020年1月9日   | 東京高等検察庁次席検事 (現職)                |
| 高嶋智光 | 2021年1月4日   | 名古屋高等検察庁検事長                       |
| 松本裕   | 2021年9月3日   | 名古屋高等検察庁検事長 (現職)                |
| 佐藤淳   | 2023年1月10日  | 法務省刑事局長 (現職)                        |
| 杉山徳明 | 2025年7月17日  | (現職)                                       |

### 司法法制部長
| 氏名     | 司法修習の期 | 任命日        | 退官時官職                      |
| -------- | ------------ | ------------- | ------------------------------- |
| 寺田逸郎 | 26期         | 2001年12月1日 | 最高裁判所長官                  |
| 倉吉敬   | 28期         | 2005年1月18日 | 東京高等裁判所長官              |
| 菊池洋一 | 30期         | 2006年6月30日 | 広島高等裁判所長官              |
| 深山卓也 | 34期         | 2008年1月16日 | 最高裁判所判事（現職）          |
| 後藤博   | 35期         | 2010年7月13日 | 大阪高等裁判所長官              |
| 小川秀樹 | 37期         | 2012年1月17日 | 広島高等裁判所長官              |
| 萩本修   | 40期         | 2014年7月18日 | 横浜家庭裁判所所長（現職）      |
| 小山太士 | 40期         | 2016年8月     | 大阪高等検察庁検事長 (現職）    |
| 小出邦夫 | 41期         | 2017年9月11日 | さいたま地方裁判所所長 (現職)   |
| 金子修   | 42期         | 2019年7月16日 | 東京高等裁判所部総括判事 (現職) |
| 竹内努   | 45期         | 2021年7月16日 | 法務省民事局長 (現職)           |
| 坂本三郎 | 47期         | 2023年7月24日 | 判事 (現職)                     |
| 松井信憲 | 48期         | 2024年7月22日 | 現職                            |